# Сиргиан Палеолог
Сиргиан Палеолог Филантропин Комнин (на гръцки: Συργιάννης Παλαιολόγος Φιλανθρωπηνὸς Κοµνηνός) е византийски аристократ и пълководец от смесен гръко-кумански произход. Той взема активно участие в гражданската война между Андроник II Палеолог и внука му Андроник III Палеолог, като в хода на събитията Сиргиан неколкократно сменя страните, а накрая, малко преди да бъде убит от византийски наемници, отцепва обширни територии в Македония, които предава на сръбския крал Стефан Душан.

## Биография
Сиргиан е роден около 1290 г. Кръстен е на баща си, а според други – на дядо си, който е кумански вожд, установил се в империята заедно с племето си по време на Йоан III Дука Ватаций. Името на дядото на Сиргиан първоначално било Сичган (от тюркското Sïčğan, „мишка“), но по-късно то е елинизирано на Сиргиан („господаря Йоан“), след като той приема християнството. Старият Сиргиан успява да се издигне в дворцовата йерархия, достигайски до сан велик доместик. Майката на младия Сиргиан е Евгения Палеологина, племенница на император Михаил VIII Палеолог. По майчина линия Сиргиан Палеолог е племенник на българската царица Мария Палеологина Кантакузина. Заради по-престижното фамилно име на майка си Сиргиан използва нейната фамилия, за да се издигне в дворцовите среди. Около 1315 – 1317 се жени за Мария Дукина Палеологина, братовчедка на Андроник III Палеолог. От нея Сиргиан има един син и една дъщеря на име Теодора, омъжена през 1330 – 1332 г. за Ги дьо Лузинян, който по-късно става цар на Киликийска Армения като Константин II.

## Ранни години
Сиргиан излиза на историческата сцена през 1315 г., когато е назначен за управител на област в Македония, близо до границата със Сърбия. Противно на мирните договори между двете страни и против инструкциите, дадени от Константинопол, Сиргиан напада както Сърбия така и Епир и през февруари 1315 г. атакува Арта, както и някои владения на Венеция. Заради нарушаването на мирните договори със Сърбия и Епир обаче той е отзован обратно в Константинопол. През 1318 г., вече като стратег, той превзема крепостта Янина от епирците, заради което вероятно е почетен с титлата пинкерний. През 1319 г. е заподозрян в опит за узурпация, заловен е и затворен в тъмница в Константинопол. Около 1320 г. Сиргиан е помилван и назначен за командир в Тракия.
През 1320 г., след смъртта на Михаил IX Палеолог, неговият син Андроник е обявен от дядо си за съимператор. Постепенно Андроник III Палеолог и неогивият кръг от млади аристократи отблъскват стария император заради своята екстравагантност. Техните ексцесии кулминират в убийството на по-малкия брат на Андроник III Минуил. Разярен, старият император снел всички титли от внука си, което поставило началото на дълбока вражда помежду им.
Първоначално Сиргиан застава на страната на младия Андроник и заедно с други видни генерали като Йоан Кантакузин, Алексий Апокавк и Теодор Синадин решават да детронират стария император в полза на внука му . На 6 юни 1321 Сиргиан застава начело на една армия, която се явява пред столицата и принуждава стария Андроник да преговаря. В резултат Андроник III отново е обявен за съимператор и е удостоен с управлението на апанаж в Тракия.
Сиргиан остава недоволен от получените повишения, чувствайки, че не е възнаграден достойно за подкрепата си за Андроник III, който скоро започва да показва по-голяма благосклонност към Йоан Кантакузин. В резултат между Сиргиан и Кантакузин възниква дълбока неприазън. В хрониките се появява и любопитна история как Андроник III се опитва да съблазни съпругата на Сиргиан. През декември 1321 Сиргиан преминава на страната на Андроник II и се появява в столицата, където е удостоен с титлата „Велик дука“ и се опитва да убеди стария император да възобнови войната срещу внука си. През юли 1322 обаче е постигнато ново споразумение между двамата Адрониковци, което проваля плановете на Сиргиан и го поставя в неудобна позиция. Така Сиргиан решава да организира заговор, целящ убийството на стария Андроник и заграбването на властта. Заговорът обаче е разкрит и Сиргиан е осъден на доживотен затвор.
През 1328 Андроник III окончателно се налага над дядо си и се възкачва на престола като пълен автократор. Сиргиан е освободен от затвора и отново се поставя на услугите на Андроник III, а през 1329 г. е назначен за управител на Солун, Македония и Албания. В Солун Сиргиан е заподозрян, че заговорничи с майката на императора – Мария, която живее в града. Предполагало се, че бившата императрица ще държи Сиргиан под око, но тя решава да го осинови. След смъртта ѝ през 1333 заговорът им е разкрит, а Сиргиан е арестуван и отведен в Константинопол. Той обаче успява да избяг и намира убежище при сръбския крал Стефан Душан
Стефан Душан поверява на Сиргиан командването на голяма сръбска армия, с която Сиргиан нахлува в Македония през 1334 г. и успява да завладее важните градове Охрид, Прилеп, Струмица и Костур. Така пътят към Солун е отворен и през август 1334 г. войските на Сиргиан се явяват пред стените му. Сиргиан обаче не се решава да атакува града веднага. На 23 август 1334 той е примамен далеч от лагера само с няколко телохранители и е убит от Сфранцес Палеолог – византийски военачалник, явил се като предател в сръбския лагер само няколко дни преди това. След смъртта на Сиргиан между сърбите и ромеите е постигнато споразумение, което оставя на сърбите повечето земи, които Сиргиан успява да превземе приживе.